# Зимница (Старозагорская область)
Зимница (болг. Зимница) — село в Болгарии. Находится в Старозагорской области, входит в общину Мыглиж. Население составляет 847 человек.

## Политическая ситуация
В местном кметстве Зимница, в состав которого входит Зимница, должность кмета (старосты) исполняет Марина Бонева Андреева (Болгарская социалистическая партия (БСП)) по результатам выборов.
Кмет (мэр) общины Мыглиж — Стойчо Иванов Цанев (Болгарская социалистическая партия (БСП)) по результатам выборов.